# 新関氏
新関氏（にいぜきし）は、日本の氏族。
第56代清和天皇（853年〜876年）の第6皇子である貞純親王（873年〜916年）が源姓を賜与され臣籍降下したことから始まる。その子源経基が清和源氏となり、5代目為義の4人息子（義朝・義賢・為朝・行家）の中で義賢の息子の一人が源義仲（木曽義仲）であり、義仲から数えて16代目吉綱が「新関」姓を名乗った。吉綱は1393年に山形の若木に流れ着き、そこで農民のために「二ツ筒堤」を完成させた。後に最上頼宗（山形城主）の家臣となり、新しい堰（堤防）を作った功績で「新堰」から「新関」になったのが苗字の由来である。したがって、新関因幡守吉綱が新関家開祖である。その後、旧江戸（現・東京）に移住後、自身の見識を広めるために友好関係を広げる。
新関家は代々最上家重臣の地位を占め、最上義光（1546年〜1614年）の代には新関因幡守久正が庄内藤島城主として7000石を領有し、庄内赤川の灌漑による因幡堰の開墾（治水事業）に尽力した。1622年に最上家は改易となると、久正は単身で庄内を離れて茨城古河藩預かりとなり、彼の地で没した。その際に山形に残された妻子たちが現在続く新関家の先祖となる。　
関係者には、
新関善八（政治家）
新関善久（政治家）
新関良三（ドイツ文学者）
新関欽哉（外交官）
新関淑夫（文学者）
新関岳雄（フランス文学者）
新関國臣（彫刻家）
新関善美（プロゴルファー）新関英寿（学生）
なお、善八は本家当主が代々襲名している。